# Incident de Grays de 2019
El 23 d'octubre de 2019, els cossos de 39 persones van ser trobats en el refrigerador d'un camió a Grays, Essex, Anglaterra. Es creu que són víctimes del tràfic de persones o que eren immigrants tractant de colar-se al Regne Unit. El cotxe remolc havia sigut enviat des del port de Zeebrugge, Bèlgica, a Purfleet, Regne Unit, i el camió es creu que va entrar a través d'Irlanda del Nord; arribant a l'illa a través del port de Holyhead, Gal·les. La policia d'Essex està duent a terme la investigació del cas, i autoritats del Regne Unit, Irlanda, i Bèlgica també estan treballant en ell.

## Incident
El 23 d'octubre de 2019, personal de l'East of England Ambulance Service va rebre una telefonada en la qual es deia que sobre l'01:40 BST s'havien trobat 39 cossos inerts en el cotxe remolc refrigerat d'un camió. El contenidor estava a l'Eastern Avenue del Parc Industrial de Waterglade a Grays, Essex. El servici d'ambulàncies va informar la policia i aquesta va arribar poc després. No es va informar de qui havia avisat el servici d'emergències.
Després que arribara la policia l'Eastern Avenue es va tancar i no es va tornar a obrir fins al 25 d'octubre. El conductor del camió tenia 25 anys i era de Portadown, Comtat d'Armagh, Irlanda del Nord. Va ser arrestat al lloc dels fets per ser sospitós d'assassinat.